# Yamhill (Oregon)
Yamhill è una città degli Stati Uniti d'America situata nell'Oregon, nella Contea di Yamhill.